# 郷勇
郷勇（きょうゆう、満洲語: ᡤᠠᡧᠠᠨ ᡳ
ᠶᡝᠪᡴᡝᠨ
ᡠᡵᠰᡝ、転写：gašan i yebken urse、ᡨᡝᠰᡠ
ᠪᠠᡳ
ᠴᠣᠣᡥᠠ 転写：tesu bai cooha）は清代に臨時に召募された地方の武装補助部隊、すなわち義勇軍である。それぞれ大隊を形成し、勇営と称した。

## 概要
郷勇の起源は清初めの郷兵（tesu bai cooha）にある。雍正8年（1730年）、オルタイが雲南省の烏蒙の反乱を鎮圧した時、郷兵を召募しているが、すぐに解散させている。つまり常設の軍隊ではなかったのである。
その後の嘉慶年間の白蓮教徒の乱でも、郷勇は召募されている。地方有力者が郷鎮を盗賊等から自衛するために自発的に組織した武装集団の団練は、郷勇の有力な兵員の供給源となった。
咸豊2年（1852年）に曽国藩が創設した郷勇である湘勇は、後の湘軍に発展した。また咸豊11年（1861年）には李鴻章が後に淮軍となる郷勇を組織している。湘軍と淮軍は太平天国の乱と捻軍の反乱の鎮圧の主力となり、ついに清末には郷勇は陸軍に組み入れられるようになった。
中華民国期に入ると、軍閥が割拠し、土匪が横行するようになったため、地方の有力者たちは郷勇的な地方武装組織を保有した。

## 注
1. ↑  甘利弘樹「兵科史書中の兵部尚書ガダフン等の題本について」『満族史研究通信　Vol. No. 8』1999年。
2. ↑  安双成『満漢大辞典』遼寧民族出版社、1993。